# واشنطن فيليبس
واشنطن فيليبس (بالإنجليزية: Washington Phillips)‏ هو مغني أمريكي، ولد في 11 يناير 1880 في تكساس في الولايات المتحدة، وتوفي بنفس المكان في 20 سبتمبر 1954.

## وصلات خارجية
- واشنطن فيليبس على موقع ميوزك برينز (الإنجليزية)
- واشنطن فيليبس على موقع ديسكوغز (الإنجليزية)